# Левіафан (роман)
«Левіафан» (рос. «Левиафан»; герметичний детектив) — книга російського письменника грузинського походження Бориса Акуніна, третя частина із серії «Пригоди Ераста Петровича Фандоріна».

## Сюжет
1878 рік. В Парижі, на вулиці рю де Гренель сталося масове вбивство. У своєму маєтку вбитий лорд Літлбі, двоє дітей та семеро слуг. Вбивця не викрав з будинку нічого, окрім статуетки бога Шиви та старої хустки. На місці злочину знайдено золотий жетон пасажира нового величного корабля «Левіафан». За розкриття злочину береться французький детектив комісар Гюстав Гош. Але вже на кораблі детектив розуміє, що справу він швидко не розкриє, бо на судні багато підозрілих осіб, які не мають при собі жетонів…
Допомагає розкрити цю справу Гошу молодий та енергійний російський дипломат Ераст Фандорін, який пливе на «Левіафані» до місця своєї роботи, Японії.

## Цікаві факти
- Твір написаний в жанрі «герметичний детектив», піонером та засновником цього жанру стала Агата Крісті, яка започаткувала його своїм романом «Убивство у східному експресі».